# 예르겐 페데르센 그람

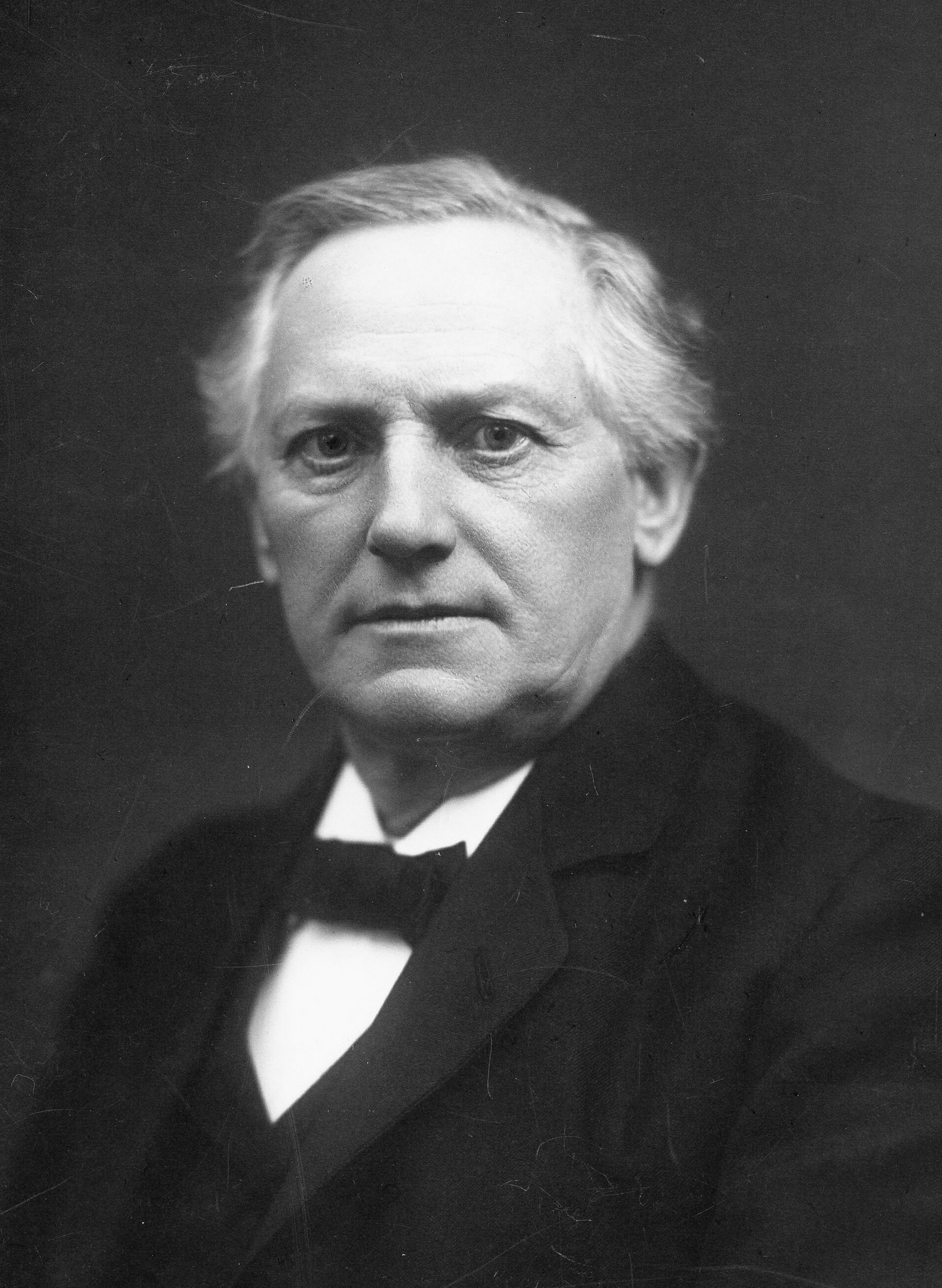

요르겐 페데센 그램(예르겐 페데르센 그람, Jørgen Pedersen Gram, 1850년 6월 27일 - 1916년 4월 29일)은 덴마크의 슐레스비히 공국 누스트룹(Nuchrup)에서 태어났으며 덴마크 코펜하겐에서 사망한 덴마크의 보험계리사이자 수학자이다.
그의 가장 중요한 논문은 최소제곱법에 의해 결정되는 일련의 전개 와 주어진 수보다 작은 소수의 조사에 대한 연구를 포함한다. 그의 이름을 지닌 수학적 방법 인 그람-슈미트 과정은 1883년에 이전의 논문에서 처음 출판되었다. 그람의 정리와 그람 행렬은 그 이름을 따서 지어졌다.
수 이론가의 경우에서 그의 주요 명성은 리만 제타 함수 ( 리만(Riemann)의 정확한 소수 계량 함수의 주요 함수)에 대한 시리즈이다. 일련의 대수 적분을 사용하는 대신 그램(Gram)의 함수는 로그 함수와 양의 정수의 제타 함수를 사용한다. 최근에 이러한 제타 함수 대신 베르누이(Bernoulli) 수를 직접 사용하는 라마누잔(Ramanujan) 공식으로 대체되었다.
그램은 스큐 주파수 곡선 개발에 대한 체계적인 이론을 제공한 최초의 수학자였으며 일반적인 대칭 가우스 오차 곡선(error curve)은 보다 일반적인 주파수 곡선 클래스의 특수한 경우였다.
그는 안타까운 죽음을 맞이했는데, 달려오는 자전거에 부딛친것이 원인이 되어 사망한 것으로 전해진다.

## 같이 보기
- 로그 적분 함수
- 소수
- 리만-지겔 세타함수(Riemann-Siegel theta function)